# 穆拉维约夫卡村委员会
穆拉维约夫卡村委员会（俄语：Муравьёвский сельсовет）是俄罗斯联邦阿穆尔州坦波夫卡区所属的一个村委员会。其下辖有2个居民点，行政中心为穆拉维约夫卡。据2016年统计，该村委员会的人口为677人。